# Île Anvers
Pour les articles homonymes, voir Anvers (homonymie).
L'île Anvers est une île située au large de la côte ouest de la péninsule Antarctique.

## Géographie et histoire
Elle fut nommée ainsi par l'explorateur belge Adrien de Gerlache lors de l'expédition du navire Belgica de 1897-1899 qui était partie du port d'Anvers en Belgique. Elle est nommée Isla Amberes par l'Argentine qui la revendique ainsi que le Royaume-Uni et le Chili.
Île montagneuse d'une soixantaine de kilomètres de long, c'est la plus grande île de l'archipel Palmer. Elle longe le sud-ouest de l'île Brabant dans la partie sud-ouest et fin de l'archipel.
Une station américaine, nommée station Palmer, est établie sur l'île.
|                           |
| Localisation : île Anvers |